# Френч, Кеннет
Кеннет Френч (англ. Kenneth R. French; род. 10 марта 1954, Фрэнклин, Мерримак, Нью-Гэмпшир, США) — американский экономист.

## Биография
Родился 10 марта 1954 года во Фрэнклине штата Нью-Гэмпшир, США.  
Бакалавр Лихайского университета (1975); магистр делового администрирования (1978), магистр наук (1981) и доктор философии (1983) Рочестерского университета. 
Преподавал в Чикагском университете (1983—1994; профессор с 1987), Дартмутском колледже (1994—1995 и с 2001), Йельском университете (1994—1998) и Массачусетском технологическом институте (1998—2001).

## Основные произведения
- Value versus Growth: The International Evidence. (1998, в соавторстве с Ю. Фамой).
- Forecasting Profitability and Earnings. (2000, в соавторстве с Ю. Фамой).
- Fama, Eugene F. and French, Kenneth R. The Capital Asset Pricing Model: Theory and Evidence (2003)